# Der Wunderblock
Der Wunderblock (eigene Schreibweise DER WUNDERBLOCK) war eine Zeitschrift für Psychoanalyse. Von 1978 bis 1996 erschien die psychoanalytische Zeitschrift im Verlag Der Wunderblock in Berlin mit insgesamt 23 Ausgaben.

## Geschichte
Das Heft Nr. 1 wurde im Mai 1978 veröffentlicht. Als Gründer und Herausgeber der neuen Zeitschrift zeichneten Norbert Haas, Vreni Haas, Lutz Michael Mai (bis 20. Oktober 1987) und Christiane Schrübbers (bis zur Nr. 13/Juni 1985) verantwortlich.
Den Namen Der Wunderblock hatten die Herausgeber dem Aufsatz Notiz über den Wunderblock von Sigmund Freud entnommen. In diesem Aufsatz wählte Freud eine spezielle wachsüberzogene Schreibtafel, die unter dem Namen Wunderblock in den Handel gekommen war, als eine Metapher für Vorgänge der Wahrnehmung und des Bewusstseins. In diesem Kontext war es von Bedeutung, dass das Wort Block einen sonst üblichen Notizblock meinte. Bei der neuartigen Schreibtafel ließen sich nämlich Notizen im Sinne einer Tabula rasa wieder entfernen, auch überschreiben.
Die Zeitschrift erschien das letzte Mal im Oktober 1996 mit der Nummer 23, in der die Herausgeber keine Hinweise auf ein mögliches Ende ihrer Verlagstätigkeit machen. Sämtliche Nummern der Zeitschrift sind auf der Homepage der Freud-Lacan-Gesellschaft / Psychoanalytische Assoziation Berlin e.V. als pdf-Dateien veröffentlicht.

## Programm
Grundsätzlich sollte das Programm der Zeitschrift an den Weiterentwicklungen der Psychoanalyse durch Jacques Lacan orientiert sein. Aus diesem Grund war im ersten Heft in der Rubrik Die Übersetzung ein mehrseitiger Artikel von Lacan unter dem Titel Beim Lesen Freuds… veröffentlicht. Die Übersetzung aus der französischen Sprache stammte von den beiden Herausgebern Norbert Haas und Vreni Haas.
Die Gestaltung der Zeitschrift war in folgende Rubriken geplant:
1. Novellen über das Verhältnis von analytischer Erfahrung und Theorie
2. Spekulationen zur Wiederbelebung einer Argumentationsform
3. Übersetzungen
4. Texte von analytischem Interesse
5. Geschichte der psychoanalytischen Bewegung
6. Rezensionen, Ankündigungen, Berichte, Sprachglossen, Rebus, Rätsel und Amüsement

Es bestand die Absicht, zu ausgewählten Themen auch Sonderhefte erscheinen zu lassen.

## Autoren
Über den Kreis der Herausgeber hinaus haben u. a. folgende Autoren in der Zeitschrift Der Wunderblock ihre Beiträge veröffentlicht:
Laurence Bataille, Antonia Birnbaum, Roland Chemama, Helga Gallas, Glenn Gould, Hermann von Helmholtz, Dagmar von Hoff, Dieter Hombach, Jochen Hörisch, Hajo Hübner, Lucien Israël, Eva Maria Jobst, Friedrich Kittler, Robert Krokowski, Jacques Lacan, Roland Lethier, Claude Lévi-Strauss, Hans-Joachim Metzger, Hans Naumann, Rainer Nägele, Juan-David Nasio, Detlef Otto, Jean Perin, Frank Werner Pilgram, Erik Porge, Jutta Prasse, Hansjörg Quaderer, Hans-Jörg Rheinberger, Jacques Riguet, Theo Roos, Beryl Schlossman, Edith Seifert, Walter Seitter, Stefan Sprenger, Robert Stadtler, Peter Warsitz, Samuel Weber, Horst Wittenbecher, Slavoj Žižek, Reimar Stefan Zons.

## Beiträge (Auswahl)
- Christiane Schrübbers: Aus der Geschichte der psychoanalytischen Bewegung. Erste Bemerkungen. Nr. 1/Mai 1978, S. 27–33.
- Friedrich A. Kittler: Lullaby of Birdland. Nr. 3/Sommer 1979, S. 5–19.
- Jochen Hörisch: Wagner mit Homer. Zur Dialektik von Wunsch und Wissen in Wagners Musikdramen. Nr. 3/Sommer 1979, S. 20–32.
- Juan-David Nasio: Das Vampirkind. Nr. 7/Juli 1981, S. 7–11.
- Rainer Nägele: Freud, Habermas und die Dialektik der Aufklärung. Über reale und ideale Diskurse. Nr. 9/Mai 1982, S. 35–60.
- Robert Stadtler: Schrift und Schreiben. Nr. 13/Juni 1985, S. 19–27.
- Dieter Hombach: Freuds Traum. Zum Verhältnis von Psychoanalyse und Topologie. Nr. 14/Februar 1986, S. 21–44.
- Peter Warsitz: Gestalt und Struktur. Zur Bedeutung von Kurt Goldstein für die Psychoanalyse. Nr. 15/Oktober 1986, S. 33–56.
- Dagmar von Hoff: Marguerite Duras: Eine "filmende Schriftstellerin." Nr. 17/Dezember 1987, S. 19–25.
- Norbert Haas: Stille Tage in Kassel. Impromptu über die Zeit in der Psychoanalyse. Nr. 19/Oktober 1991, S. 7–18.[7]
- Stefan Sprenger: Filme und Gruben. Nr. 23/Oktober 1996, S. 47–60.
- Ulrike Jarnach: Drei Gedichte. Nr. 23/Oktober 1996, S. 24, 34 u. 73f.

## Zitat
„Für den Wunderblock macht es keinen Unterschied, ob Analytiker oder Analysanten ihn lesen, denen er mit Lacan den harten Konsonanten zumutet, den ihre Situation fordert.“